# 619

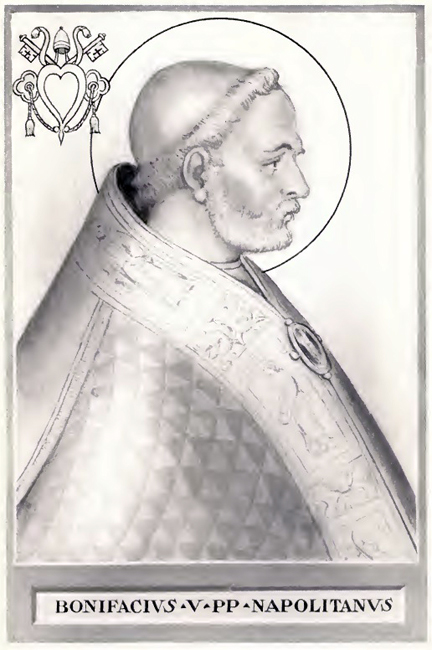
Paus Bonifatius V (619 - 625)

Het jaar 619 is het 19e jaar in de 7e eeuw volgens de christelijke jaartelling.

## Gebeurtenissen

### Byzantijnse Rijk
- Byzantijns-Perzische Oorlog: Het Perzische leger verovert na een beleg van één jaar Alexandrië. Koning Khusro II bezet in Egypte het gebied zuidwaarts langs de oevers van de Nijl. De meeste Byzantijnse garnizoenen in de Nijldelta worden tot overgave gedwongen.
- Keizer Herakleios overweegt Constantinopel te verlaten en de hoofdstad te vestigen in Carthago. Op aandringen van Sergius I, patriarch van Constantinopel, ziet hij van dit plan af. Met financiële steun van de kerk wordt het Byzantijnse leger gereorganiseerd.
- De Avaren belegeren tevergeefs Constantinopel en plunderen de buitenwijken. Verscheidene Slavische stammen komen op de Balkan in opstand tegen de Avaarse heerschappij en vestigen zich in het huidige Moravië en Neder-Oostenrijk. (waarschijnlijke datum)

### Azië
- Songtsen Gampo (619 - 650) volgt zijn vader Namri Songtsen op als koning van Tibet. Hij moet tijdens zijn bewind vele opstanden en intriges onderdrukken.
- Silameghavanna (619 - 628) bestijgt de troon als koning van Ceylon. Tijdens zijn regering begint de Pallava-overheersing.

## Religie
- Arabische leiders van de Hasjim-clan in Mekka beëindigen de boycot tegen Mohammed en zijn volgelingen.
- 23 december - Paus Bonifatius V (619 - 625) wordt benoemd tot de 69e paus van de Katholieke Kerk.

## Geboren
- Disibod, Iers bisschop (overleden 700)

## Overleden
- 3 februari - Laurentius, aartsbisschop van Canterbury
- 1 april - Walricus (54), Frankisch monnik en heilige
- Aboe Talib ibn Abdul Muttalib, oom van Mohammed
- Khadija, echtgenote van Mohammed
- Namri Songtsen, koning van Tibet